# Duben
Le Duben (en bulgare : Дъбенска овца, Dabenska ovtsa ou simplement Dubenska) est une race de mouton domestique originaire de Bulgarie.

## Origine et distribution

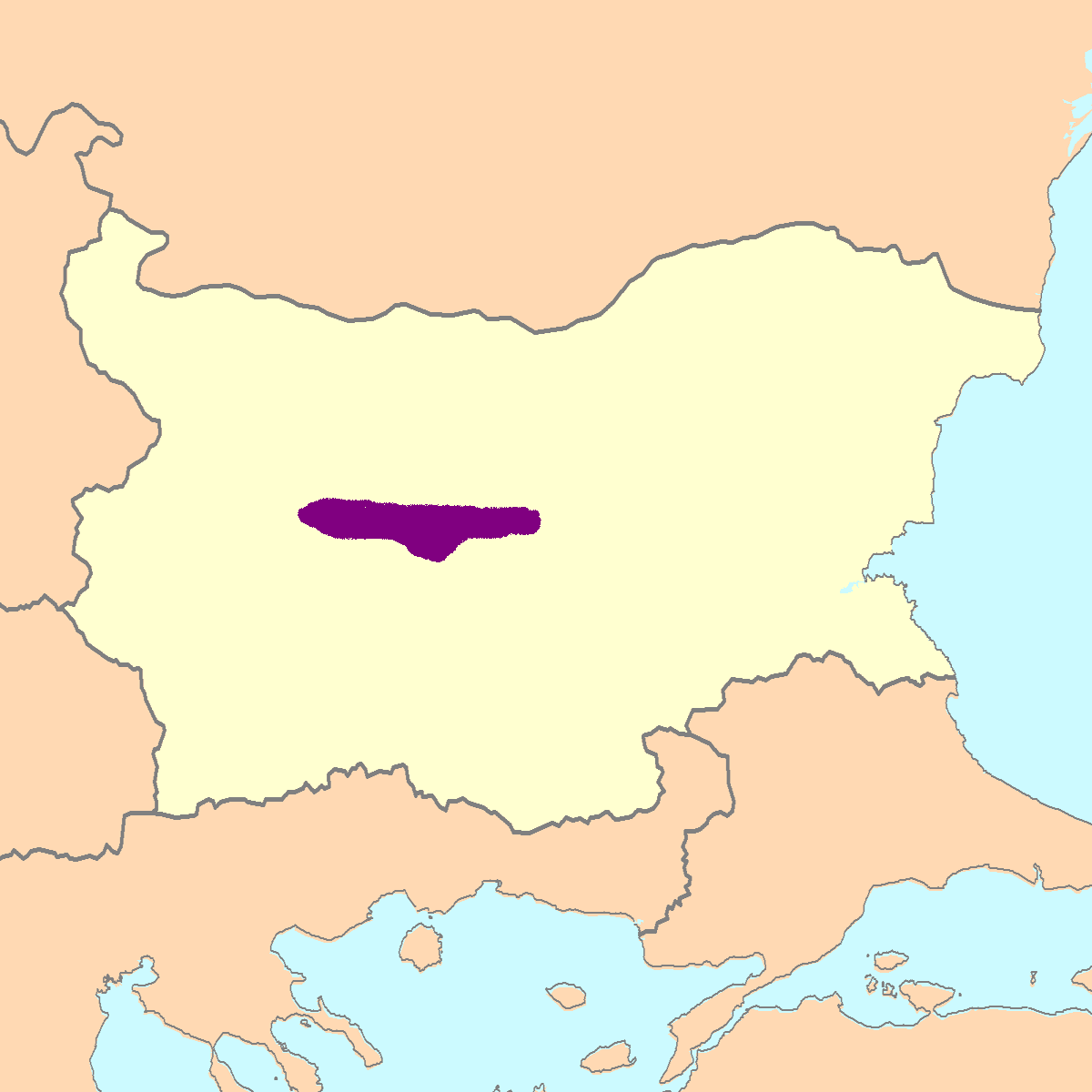
Aire de distribution de la race Duben.

Le Duben est originaire des régions de Karlovo et Kazanlak, et plus particulièrement des zones montagneuses du Grand Balkan et de la Sredna Gora. Son nom vient de la ville bulgare de Duben (ro) (ou Dabene).

## Description
C'est un mouton au corps compact, aux pattes courtes et à la queue longue. Sa toison est en général blanche mais peut être beige à rouge ; la tête et les pattes sont blanches ou sombres. La brebis mesure en moyenne 65 cm au garrot pour une cinquantaine de kilos. Le bélier peut peser jusqu'à 90 kg. La race ne porte pas de cornes bien qu'elles peuvent être présentes chez certains mâles,.

## Élevage
C'est une race élevée pour une production mixte : viande, lait et laine. La brebis met bas un seul agneau, rarement deux. Elle peut fournir jusqu'à 100 litres lors de la lactation. Chaque individu peut produire entre 2 et 5 kg de laine,.
Le registre généalogique est créé en 2008 avec 5 000 animaux enregistrés. Le recensement de 2021 estime la population à plus de 14 000 individus.